# Clasificación de CAF para la Copa Mundial de Fútbol de 1978
En la fase de clasificación para la Copa Mundial de Fútbol de 1978 celebrado en Argentina, la CAF disponía de una plaza (de las 16 totales del mundial). Para asignar esta plaza, a la que optaban un total de 26 equipos, se realizó un torneo dividido en cinco rondas:
- Las rondas preliminar, primera, segunda, y tercera: En cada ronda, los equipos se emparejaron en eliminatorias a doble partido. Los vencedores (determinados por diferencia de goles) pasan a la siguiente ronda, hasta que solo quedaran tres equipos.
- Ronda final: Con los 3 equipos restantes se formó un grupo jugándose una liguilla a doble partido. El vencedor se clasificaría para el mundial.

## Ronda preliminar
| Equipo 1     | Agr. | Equipo 2   | Ida | Vuelta |
| ------------ | ---- | ---------- | --- | ------ |
| Sierra Leona | 6–3  | Níger      | 5–1 | 1–2    |
| Alto Volta   | 3–1  | Mauritania | 1–1 | 2–0    |

| 7-3-1976 | Sierra Leona                                   | 5 – 1 | Níger      | National Stadium, Freetown                                     |                                                                |
|          | Dumbuya 37', 68' · Sounomu 57', 66' · Tray 70' |       | Adamou 17' | Asistencia: 4,250 espectadores Árbitro(s): Aguiahr Komla Barto | Asistencia: 4,250 espectadores Árbitro(s): Aguiahr Komla Barto |

| 21-3-1976 | Níger                      | 2 – 1 (Global 3-6) | Sierra Leona | Stade du 29 Juillet, Niamey                                           |                                                                       |
|           | Seydou 36' · Kanfideni 52' |                    | Sango 37'    | Asistencia: 5,641 espectadores Árbitro(s): Thompson Shakirudeen Badru | Asistencia: 5,641 espectadores Árbitro(s): Thompson Shakirudeen Badru |

| 13-3-1976 | Alto Volta | 1 – 1 | Mauritania           | Stade Municipal, Uagadugú                                  |                                                            |
|           | Kaboré 44' |       | Coulibaly 68' (pen.) | Asistencia: 3,323 espectadores Árbitro(s): Adamou Mamoudou | Asistencia: 3,323 espectadores Árbitro(s): Adamou Mamoudou |

| 28-3-1976 | Mauritania | 0 – 2 (Global 1-3) | Alto Volta              | Stade de la Capitale, Nuakchot                     |                                                    |
|           |            |                    | Zoma 32' · Ouattara 52' | Asistencia: 1,782 espectadores Árbitro(s): Mody Ba | Asistencia: 1,782 espectadores Árbitro(s): Mody Ba |

## Primera ronda
| Equipo 1          | Agr.         | Equipo 2               | Ida | Vuelta | 3er partido |
| ----------------- | ------------ | ---------------------- | --- | ------ | ----------- |
| Argelia           | 1–0          | Libia                  | 1–0 | 0–0    |             |
| Marruecos         | 2–2 (2-4 p.) | Túnez                  | 1–1 | 1–1    |             |
| Togo              | 2–1          | Senegal                | 1–0 | 1–1    |             |
| Ghana             | 3–5          | Guinea                 | 2–1 | 1–2    | 0–2         |
| Sierra Leona      | 2–6          | Nigeria                | 0–0 | 2–6    |             |
| Congo-Brazzaville | 4–2          | Camerún                | 2–2 | 2–0    |             |
| Alto Volta        | 1–3          | Costa de Marfil        | 1–1 | 0–2    |             |
| Egipto            | 5–1          | Etiopía                | 3–0 | 2–1    |             |
| Zambia            | 5–0          | Malaui                 | 4–0 | 1–0    |             |
| Zaire             | w/o          | Imperio Centroafricano | —   | —      |             |
| Kenia             | w/o          | Sudán                  | —   | —      |             |
| Uganda            | w/o          | Tanzania               | —   | —      |             |

| 1-4-1976 | Argelia      | 1 – 0 | Libia | 5 July 1962 Stadium, Algiers                            |                                                         |
|          | Betrouni 83' |       |       | Asistencia: 15,267 espectadores Árbitro(s): Jean Dubach | Asistencia: 15,267 espectadores Árbitro(s): Jean Dubach |

| 16-4-1976 | Libia | 0 – 0 (Global 0-1) | Argelia | 11 June Stadium, Trípoli                                         |  |
|           |       |                    |         | Asistencia: 30,000 espectadores Árbitro(s): Emilio Guruceta Muro |  |

| 12-12-1976 | Marruecos  | 1 – 1 | Túnez     | Stade Père Jégo, Casablanca                              |                                                          |
|            | Lakhal 35' |       | Dhiab 56' | Asistencia: 13,056 espectadores Árbitro(s): Franz Wöhrer | Asistencia: 13,056 espectadores Árbitro(s): Franz Wöhrer |

| 9-1-1977                                                                                              | Túnez      | 1 – 1 (t. s.)(4 – 2 p.)(Global 2-2) | Marruecos | Stade El Menzah, Tunis                                          |                                                                 |
| | Labidi 34' |                                     | Tahir 55' | Asistencia: 44,500 espectadores Árbitro(s): Walter Hungerbühler | Asistencia: 44,500 espectadores Árbitro(s): Walter Hungerbühler |
| Primer partido de eliminatoria mundialista que usa la definición por penales para definir al ganador. |            |                                     |           |                                                                 |                                                                 |

| 17-10-1976 | Togo         | 1 – 0 | Senegal | Stade Général Eyadema, Lomé                       |                                                   |
|            | Rachidou 87' |       |         | Asistencia: 5,173 espectadores Árbitro(s): Dwomoh | Asistencia: 5,173 espectadores Árbitro(s): Dwomoh |

| 31-10-1976 | Senegal | 1 – 1 (Global 1-2) | Togo       | Stade Demba Diop, Dakar |                      |
|            | Ba 63'  |                    | Afanou 58' | Árbitro(s): Abdelali    | Árbitro(s): Abdelali |

| 10-10-1976 | Ghana                    | 2 – 1 | Guinea        | Accra Sports Stadium, Acra                         |                                                    |
|            | Kassum 57' · Afriyie 83' |       | Y. Camara 52' | Asistencia: 10,000 espectadores Árbitro(s): Koudou | Asistencia: 10,000 espectadores Árbitro(s): Koudou |

| 31-10-1976 | Guinea                      | 2 – 1 (t. s.) | Ghana     | Stade du 28 Septembre, Conakri                      |                                                     |
|            | Papa Camara 51' · Keita 56' |               | Ansah 59' | Asistencia: 20,000 espectadores Árbitro(s): Aouissi | Asistencia: 20,000 espectadores Árbitro(s): Aouissi |

| 16-1-1977                                                         | Ghana | 0 – 2 (Global 5-3 (desempate)) | Guinea                        | Stade Général Eyadema, Lomé                         |                                                     |
|                                                                   |       |                                | Papa Camara 3' · S. Sylla 31' | Asistencia: 13,482 espectadores Árbitro(s): N'diaye | Asistencia: 13,482 espectadores Árbitro(s): N'diaye |
| Partido de desempate en sede neutral para definir al clasificado. |       |                                |                               |                                                     |                                                     |

| 16-10-1976 | Sierra Leona | 0 – 0 | Nigeria | Reckrie Stadium, Freetown                          |  |
|            |              |       |         | Asistencia: 5,173 espectadores Árbitro(s): Turkson |  |

| 30-10-1976 | Nigeria                                                                 | 6 – 2 (Global 6-2) | Sierra Leona                | Surulere Stadium, Lagos                            |                                                    |
|            | Odegbami 25' · Atuegbu 31', 34' · Usiyan 40' · Emeteole 63' · Awesu 77' |                    | Dyfan 74' · Sama 88' (pen.) | Asistencia: 25,996 espectadores Árbitro(s): Matovu | Asistencia: 25,996 espectadores Árbitro(s): Matovu |

| 17-10-1976 | Congo-Brazzaville                | 2 – 2 | Camerún                 | Stade de la Revolution, Brazzaville                |                                                    |
|            | Mounoudzi 66' (pen.) · Wamba 76' |       | Milla 11' · Onguene 35' | Asistencia: 17,367 espectadores Árbitro(s): Gumboh | Asistencia: 17,367 espectadores Árbitro(s): Gumboh |

| 31-10-1976 | Camerún  | 0 – 2 (Acreditado) (1 – 2 82') (Global 2-4) | Congo-Brazzaville        | Stade Ahmadou Ahidjo, Yaundé                                |                                                             |
| | Milla 7' |                                             | Ebomoa 19' · N'Domba 52' | Asistencia: 26,050 espectadores Árbitro(s): Housainou N'Jai | Asistencia: 26,050 espectadores Árbitro(s): Housainou N'Jai |
| El partido de vuelta fue abandonado al minuto 82 por disturbios, y como consecuencia la FIFA acreditó la victoria a Congo-Brazzaville por 2–0. |          |                                             |                          |                                                             |                                                             |

| 4-9-1976 | Alto Volta | 1 – 1 | Costa de Marfil | Stade Municipal, Uagadugú                          |                                                    |
|          | Kaboré 70' |       | Bawa 36'        | Asistencia: 5,418 espectadores Árbitro(s): N'diaye | Asistencia: 5,418 espectadores Árbitro(s): N'diaye |

| 26-9-1976 | Costa de Marfil         | 2 – 0 (Global 3-1) | Alto Volta | Stade Félix Houphouët-Boigny, Abiyán              |                                                   |
|           | Kouame 17' · Kouman 34' |                    |            | Asistencia: 5,960 espectadores Árbitro(s): Diagne | Asistencia: 5,960 espectadores Árbitro(s): Diagne |

| 29-10-1976 | Egipto               | 3 – 0 | Etiopía | Nasser Stadium, El Cairo                                         |                                                                  |
|            | El Khatib 4' 19' 77' |       |         | Asistencia: 120,000 espectadores Árbitro(s): Gianfranco Menegali | Asistencia: 120,000 espectadores Árbitro(s): Gianfranco Menegali |

| 14-11-1976 | Etiopía      | 1 – 2 (Global 1-5) | Egipto            | Addis Ababa Stadium, Addis Ababa                   |                                                    |
|            | Kassahun 40' |                    | El Khatib 12' 73' | Asistencia: 150,000 espectadores Árbitro(s): Wurtz | Asistencia: 150,000 espectadores Árbitro(s): Wurtz |

| 9-5-1976 | Zambia                                             | 4 – 0 | Malaui | 7 April Stadium, Lusaka                                  |                                                          |
|          | Chanda 4' · Phiri 12' 75' · Chamangwana 88' (a.g.) |       |        | Asistencia: 16,000 espectadores Árbitro(s): Muamba Kabwe | Asistencia: 16,000 espectadores Árbitro(s): Muamba Kabwe |

| 30-5-1976 | Malaui | 0 – 1 (Global 0-5) | Zambia     | Kamuzu Stadium, Blantyre                                       |                                                                |
|           |        |                    | Kapita 48' | Asistencia: 8,230 espectadores Árbitro(s): Charles Randrianaly | Asistencia: 8,230 espectadores Árbitro(s): Charles Randrianaly |

## Segunda ronda
| Equipo 1        | Agr. | Equipo 2          | Ida | Vuelta |
| --------------- | ---- | ----------------- | --- | ------ |
| Túnez           | 3–1  | Argelia           | 2–0 | 1–1    |
| Togo            | 1–4  | Guinea            | 0–2 | 1–2    |
| Costa de Marfil | 6–3  | Congo-Brazzaville | 3–2 | 3–1    |
| Kenia           | 0–1  | Egipto            | 0–0 | 0–1    |
| Uganda          | 3–4  | Zambia            | 1–0 | 2–4    |
| Nigeria         | w/o  | Zaire             | —   | —      |

| 6-2-1977 | Túnez                | 2 – 0 | Argelia | Stade El Menzah, Tunis                                          |                                                                 |
|          | Akid 56' · Kaabi 73' |       |         | Asistencia: 39,987 espectadores Árbitro(s): Antoine Queudeville | Asistencia: 39,987 espectadores Árbitro(s): Antoine Queudeville |

| 28-2-1977 | Argelia      | 1 – 1 (Global 1-3) | Túnez      | 5 July stadium, Algiers                                 |                                                         |
|           | Guendouz 34' |                    | Jebali 89' | Asistencia: 80,000 espectadores Árbitro(s): Paul Bonett | Asistencia: 80,000 espectadores Árbitro(s): Paul Bonett |

| 13-2-1977 | Togo | 0 – 2 | Guinea                        | Stade Général Eyadema, Lomé                              |                                                          |
|           |      |       | Bangoura 15' · Souleymane 84' | Asistencia: 7,976 espectadores Árbitro(s): Felix Balloux | Asistencia: 7,976 espectadores Árbitro(s): Felix Balloux |

| 27-2-1977 | Guinea                             | 2 – 1 (Global 4-1) | Togo        | Stade du 28 Septembre, Conakri                          |                                                         |
|           | Papa Camara 36' · Tollo 40' (pen.) |                    | Ametepé 55' | Asistencia: 35,000 espectadores Árbitro(s): Tanor Dieng | Asistencia: 35,000 espectadores Árbitro(s): Tanor Dieng |

| 13-2-1977 | Costa de Marfil                       | 3 – 2 | Congo-Brazzaville            | Municipal, Bouaké                                 |                                                   |
|           | G'Bize 10' · Mamahou 20' · Kouman 81' |       | Bahamboula 36' · N'Domba 89' | Asistencia: 3,600 espectadores Árbitro(s): Dwomoh | Asistencia: 3,600 espectadores Árbitro(s): Dwomoh |

| 27-2-1977 | Congo-Brazzaville | 1 – 3 (Global 3-6) | Costa de Marfil                      | Stade de la Révolution, Brazzaville                        |                                                            |
|           | Lingongo 23'      |                    | Kouman 10' · Miézan 38' · G'Bize 82' | Asistencia: 70,000 espectadores Árbitro(s): Festus Okubule | Asistencia: 70,000 espectadores Árbitro(s): Festus Okubule |

| 6-2-1977 | Kenia | 0 – 0 | Egipto | Nairobi City Stadium, Nairobi                         |  |
|          |       |       |        | Asistencia: 8,337 espectadores Árbitro(s): Ahmed Jama |  |

| 27-2-1977 | Egipto     | 1 – 0 (Global 1-0) | Kenia | Nasser Stadium, El Cairo                             |                                                      |
|           | Khalil 13' |                    |       | Asistencia: 70,000 espectadores Árbitro(s): El-Ghoul | Asistencia: 70,000 espectadores Árbitro(s): El-Ghoul |

| 13-2-1977 | Uganda   | 1 – 0 | Zambia | Nakivubo Stadium, Kampala                                      |                                                                |
|           | Ouma 73' |       |        | Asistencia: 11,940 espectadores Árbitro(s): Ismael Yusuf Kemal | Asistencia: 11,940 espectadores Árbitro(s): Ismael Yusuf Kemal |

| 27-2-1977 | Zambia                                    | 4 – 2 (t. s.)(Global 4-3) | Uganda               | Dag Hammarskjöld Stadium, Ndola                             |                                                             |
|           | Chola 28' · Chanda 34' · Chitalu 85' 106' |                           | Nasur 14' · Obua 74' | Asistencia: 120,000 espectadores Árbitro(s): Gratian Matovu | Asistencia: 120,000 espectadores Árbitro(s): Gratian Matovu |

## Tercera ronda
| Equipo 1 | Agr. | Equipo 2        | Ida | Vuelta |
| -------- | ---- | --------------- | --- | ------ |
| Guinea   | 2–3  | Túnez           | 1–0 | 1–3    |
| Nigeria  | 6–2  | Costa de Marfil | 4–0 | 2–2    |
| Egipto   | 2–0  | Zambia          | 2–0 | 0–0    |

| 5-6-1977 | Guinea       | 1 – 0 | Túnez | Stade du 28 Septembre, Conakri                              |                                                             |
|          | I. Sylla 77' |       |       | Asistencia: 25,000 espectadores Árbitro(s): Mohamed Larache | Asistencia: 25,000 espectadores Árbitro(s): Mohamed Larache |

| 19-6-1977 | Túnez                                | 3 – 1 (Global 3-2) | Guinea       | Stade El Menzah, Tunis                                          |                                                                 |
|           | Liman 9' · Lahzami 59' · Khouini 62' |                    | A. Sylla 11' | Asistencia: 35,248 espectadores Árbitro(s): Hussein Fahmy Bahig | Asistencia: 35,248 espectadores Árbitro(s): Hussein Fahmy Bahig |

| 10-7-1977 | Nigeria                                           | 4 – 0 | Costa de Marfil | Surulere Stadium, Lagos                                    |                                                            |
|           | Usiyan 7', 30' · Iwelumo 18' · Ojebode 56' (pen.) |       |                 | Asistencia: 29,815 espectadores Árbitro(s): Nyirenda Chayu | Asistencia: 29,815 espectadores Árbitro(s): Nyirenda Chayu |

| 25-7-1977 | Costa de Marfil | 2 – 2 (Global 2-6) | Nigeria                       | Municipal, Bouaké                                          |                                                            |
|           | Mamahou 37' 58' |                    | Odegbami 74' · Amiesimaka 89' | Asistencia: 2,040 espectadores Árbitro(s): Youssou N'Diaye | Asistencia: 2,040 espectadores Árbitro(s): Youssou N'Diaye |

| 15-7-1977 | Egipto                  | 2 – 0 | Zambia | Nasser Stadium, El Cairo                                        |                                                                 |
|           | Gaafar 29' · Hammam 49' |       |        | Asistencia: 135,746 espectadores Árbitro(s): Alberto Michelotti | Asistencia: 135,746 espectadores Árbitro(s): Alberto Michelotti |

| 31-7-1977 | Zambia | 0 – 0 (Global 0-2) | Egipto | 7 April Stadium, Lusaka                             |  |
|           |        |                    |        | Asistencia: 130,165 espectadores Árbitro(s): Gordon |  |

## Ronda final
| Equipo  | Pts | PJ | PG | PE | PP | GF | GC | Dif |
| ------- | --- | -- | -- | -- | -- | -- | -- | --- |
| Túnez   | 5   | 4  | 2  | 1  | 1  | 7  | 4  | +3  |
| Egipto  | 4   | 4  | 2  | 0  | 2  | 7  | 11 | -4  |
| Nigeria | 3   | 4  | 1  | 1  | 2  | 5  | 4  | +1  |

| 25-9-1977 | Túnez | 0 – 0 | Nigeria | Stade El Menzah, Tunis                                    |  |
|           |       |       |         | Asistencia: 8,229 espectadores Árbitro(s): John Carpenter |  |

| 8-10-1977 | Nigeria                                        | 4 – 0 | Egipto | Surulere Stadium, Lagos               |                                       |
|           | Chukwu 24' · Odegbami 54', 67' · N'Wadioha 74' |       |        | Árbitro(s): César da Luz Dias Correia | Árbitro(s): César da Luz Dias Correia |

| 21-10-1977 | Egipto                      | 3 – 1 | Nigeria     | Nasser Stadium, El Cairo                                          |                                                                   |
|            | Abdou 11' 27' · Mokhtar 50' |       | Iwelumo 75' | Asistencia: 190,000 espectadores Árbitro(s): Emmanuel Platopoulos | Asistencia: 190,000 espectadores Árbitro(s): Emmanuel Platopoulos |

| 12-11-1977 | Nigeria | 0 – 1 | Túnez            | Surulere Stadium, Lagos                                       |                                                               |
|            |         |       | Odiye 61' (a.g.) | Asistencia: 180,000 espectadores Árbitro(s): Ernst Dörflinger | Asistencia: 180,000 espectadores Árbitro(s): Ernst Dörflinger |

| 25-11-1977 | Egipto                                        | 3 – 2 | Túnez                    | Nasser Stadium, El Cairo                              |                                                       |
|            | Gaafar 26' (pen.) · Abdou 53' · El Khatib 83' |       | Ben Aziza 80' · Akid 87' | Asistencia: 185,000 espectadores Árbitro(s): Hilmi Ok | Asistencia: 185,000 espectadores Árbitro(s): Hilmi Ok |

| 11-12-1977 | Túnez                                               | 4 – 1 | Egipto         | Stade El Menzah, Tunis                                          |                                                                 |
|            | Akid 15' · Lahzami 42' · Ben Aziza 65' · Labidi 75' |       | Abdel Baki 80' | Asistencia: 50,000 espectadores Árbitro(s): Gianfranco Menegali | Asistencia: 50,000 espectadores Árbitro(s): Gianfranco Menegali |

## Clasificado
| Túnez |
| Túnez |
| ----- |